# Buslijn V (Haaglanden)
Buslijn V van HTM is een voormalige buslijn in de regio Haaglanden, in de Nederlandse provincie Zuid-Holland.

## Geschiedenis

### 1932
- 15 mei 1932: De eerste instelling van lijn V vond plaats op het traject Staatsspoor - Nieuwe Duinweg/Westbroekpark vanwege de Indische tentoonstelling die toen in het Westbroek park gehouden werd.[1]
- 22 mei 1932: Het eindpunt Nieuwe Duinweg/Westbroekpark werd verlengd naar Gevers Deynootplein/Kurhaus (Scheveningen).[1]
- 10 september 1932: Na de tentoonstelling werd buslijn V opgeheven.[1]